# شاهپورا
شاهپورا (به انگلیسی: Shahpura) یک منطقهٔ مسکونی در هند است که در بخش جیپور واقع شده‌است. شاهپورا ۲۸٬۱۷۰ نفر جمعیت دارد و ۳۶۴ متر بالاتر از سطح دریا واقع شده‌است.